# Лондонски мост
Лондонски мост (енгл. London Bridge) је назив за више мостова који су у историји повезивали северну и јужну обалу реке Темзе.  Данашњи Лондонски мост је отворен за саобраћај 1973. године, заменивши стари камени мост из 19. века.
Модерни мост је у власништву и одржава га задужбина Бриџ Хаус Естејтс, независна добротворна организација средњовековног порекла коју надгледа Корпорација града Лондона. Преко њега води пут А3, који одржава Управа Великог Лондона. Овај прелаз такође оцртава област дуж јужне обале реке Темзе, између Лондонског моста и Тауербриџа, која је одређена као округ за унапређење пословања.

## Историја
Постоје одређени докази да је овде постојао мост још у римском добу, али да је он био понтонског типа. Након повлачења Римљана дуго није било никаквог моста. Штавише, није било ни потребе за њим, јер је Темза често била линија разграничења између територија.

### Средњовековни Лондонски мост
Овај мост се често назива и стари Лондонски мост. Радови на изградњи започети су 1176. године и требало је пуних 33 године да буде завршен. Мост је био ширине 8 m и дужине око 270 m. До 1358. године мост је био претрпан са 138 продавница и био је својеврстан центар дешавања у Лондону. Постоје и записи да је број објеката на мосту нарастао на 200, од којих су неки достизали и по седам спратова. Ови објекти као и много људи који су се овде окупљали често су били узрочници великих пожара. То је покренуло иницијативу за тражењем нових решења.

### Лондонски мост 19. века
Већ крајем 18. века било је извесно да се постојећи мост мора заменити новијим. Био је готово 600 година стар и блокирао је саобраћај узводно од моста. Радови су започети 30 метара западно од постојећег моста 1824. године. Мост је завршен 1831. године када је и стари мост био порушен. Нови мост је био 283 метара дуг и 15 метара широк. Убрзо је постао најпрометнији тачка у Лондону са 8.000 пешака и 900 возила на сат.
Након 130 година започели су планови на изградњи новог моста са једним луком. Градска влада дошла је до идеје да постојећи мост прода. То јој је успело за руком и продат је Американцу Роберту Мак Кулоху. Он је као познати бизнисмен у богаташ усред пустиње у Аризони закупио земљу на којој је у изградио мањи градић. Мост му је послужио као одлична реклама као и атракција коју ће туристи желети да посете. Након изградње новог моста овај мост је комплетно демонтиран и пребачен у Аризону 8.500 km даље. И данас се налази преко реке Колорадо и у функцији је у граду Лејк Хавас Ситију.

### Модерни Лондонски мост
Радови на садашњем Лондонском мосту су трајали од 1967. до 1972 године. Мост је отворила Краљица Елизабета , 17. марта 1973. године. Мост је саграђен на локацији претходног моста, с тим што су се поједини делови претходног срушили како би омогућили проходност новоизграђеном. Новоизграђени мост је направљен тако да се може лако проширити у случају превелике гужве која је историјски расла.

## Галерија
| - Централни лук модерног моста - Централни стуб. - Панорама Лондона ноћу са мостом - Поглед на мост са јужне стране - Поглед на Лондон са јужне ивице моста - Град иза моста - Пешаци преко моста - Северни крај моста |